# 埃布斯托夫
埃布斯托夫是德国下萨克森州的一个市镇。总面积27.27平方公里，总人口5303人，其中男性2614人，女性2689人（2011年12月31日），人口密度194人/平方公里。